# 위지위그
위지위그(WYSIWYG: What You See Is What You Get, "보는 대로 얻는다")는 인쇄된 문서, 웹 페이지, 슬라이드 프레젠테이션 등 완성된 결과물로서 인쇄 또는 표시될 때의 모습과 닮은 형태로 콘텐츠의 편집이 가능한 시스템이다. 이는 편집 명령어를 입력하여 글꼴이나 문장 형태를 바꾸는 방식과 구별된다.
현재 대부분의 워드 프로세서는 위지위그 방식을 쓰고 있으나 HTML이나 TeX는 편집 명령어를 통해 편집하는 방식을 고수하고 있다. 이는 문서의 호환성, 범용성 때문이다.

## 역사
위지위그 기법이 채택되기 전에, 레이아웃(여백, 공백 등)에 거의 관계 없이 시스템 표준 글꼴과 스타일을 사용하여 텍스트가 편집기들에 나타났다. 사용자들은 일부 텍스트가 굵게, 기울임을 써야 하는지, 또 어떠한 크기나 글꼴을 사용해야 하는지를 지시하기 위해 특수한 비인쇄 제어 코드(현재는 마크업 코드 태그라고 함)를 입력해야 했다. 이 환경에서는 문서 편집기와 워드 프로세서 간 차이가 거의 없었다.
1974년 제록스 PARC에서 버틀러 램슨, 찰스 시모니 및 동료들이 개발한 알토용 문서 프레젠테이션 프로그램인 브라보가 일반적으로 위지위그 기술을 통합한 최초의 프로그램으로 간주되며 글꼴, 자간과 같은 형식으로 텍스트를 보여주었다.

## 뜻

왼쪽은 문서 편집을 위한 위지위그 에디터 프로그램이다. 오른쪽은 왼쪽과 최대한 비슷한 모양을 얻을 있는 LaTeX 코드로서, 컴파일 과정을 거치면 왼쪽과 비슷해진다. 컴파일 과정을 거치는 경우 위지위그라 할 수 없다.

- 이 용어는 사용자가 얻을 수 있는 최종 문서와 이미지와 가장 근접한 사용자 인터페이스를 말한다.
- 레이아웃 명령의 이름을 꼼꼼히 기억하거나 입력할 필요 없이 문서 레이아웃의 수정을 말한다.

현대의 소프트웨어는 특정한 종류의 출력을 위해 화면 디스플레이를 최적화한다. 이를테면, 워드 프로세서는 일반 프린터의 출력물에 최적화되어 있다. 이 소프트웨어는 프린터의 해상도를 가상으로 구현하고 위지위그에 최대한 가깝게 만들어 준다. 그러나 그저 사용자가 작업한 것을 보여준다는 능력 자체가 위지위그의 주된 매력 포인트는 아니다.
여러 상황에서, "What You See Is What You Get"이라는 표현이 중요하지 않을 만큼 약간의 차이를 보이기도 한다.
사실 응용 프로그램들은 다른 수준의 "현실주의"와 더불어 여러 개의 위지위그 모드를 제공하기도 한다.
- 복합 모드
- 레이아웃 모드
- 미리 보기 모드

## 문제와 해결
위지위그 응용 프로그램들의 디자이너들이 보통 저마다 다른 기능을 갖춘 다양한 출력 장치를 고려하기 때문에, 수많은 문제가 비롯될 수 있다. 여러 목적으로 사용하는 경우라면, 여러 해결책을 포함한 응용 프로그램들을 사용하는 것이 낫다.
위지위그 응용 프로그램의 설계 목표:
- 특정 프린터에 높은 품질의 인쇄 출력을 제공한다.
- 다양한 프린터에 높은 품질의 인쇄 출력을 제공한다.
- 화면 위에 높은 품질의 출력을 제공한다.
- 인쇄된 화면과 최대한 비슷하게 볼 수 있도록 사용자에게 미리 보기 기능을 제공한다.

위의 모든 목표를 한 번에가지고 있다. 프린터는 한 인치에 보통 240에서 1440 화소를 가지고 있다. 일부 프린터의 수직 해상도는 저마다 다르다. 레이아웃 텍스트를 출력하려고 할 때 문제가 될 수 있는데 대부분의 출력 기술이 문자열들 사이에 공간(스페이싱)을 요구할 수 있기 때문이다.
해결책은 다음을 포함한다:
- 언제나 실현할 가능성이 있는 더 높은 해상도를 사용하여 문자열을 레이아웃 처리한다. 낮은 해상도 장치에서 품질이 떨어질 수 있지만 고정된 레이아웃을 제공함으써 사용자의 문자열 가식성을 높여 준다.에서 사용되고 있는 방식이다.
- 사용하고 있는 프린터의 해상도로 텍스트를 레이아웃 처리한다.

화면에 보여 줄 때 품질을 떨어트리고, 문서가 다른 프린터에 출력된다면 레이아웃이 변경될 수도 있다. (높은 해상도의 프린터에서는 라운딩 문제가 더 적어지므로 이 문제가 일어날 가능성이 적다)에서 사용하는 방식이다.
- 출력할 장치를 위한 해상도로 문자열을 레이아웃 처리한다. 화면 디스플레이에 인쇄 출력 화면의 레이아웃에 차이를 보이기 때문에 잘 쓰이지는 않는다. 그러나 위지위그 도구를 제공하는 웹 페이지에 잘 쓰인다.

## 블로그에서의 위지위그
보통의 가입형 블로그 가입자는 HTML을 모르는 사람이 태반이므로 글을 쓰기가 힘들다. 따라서 글을 쓸때에 위지위그 방식을 많이 이용한다.
대한민국의 네이버 블로그, 다음 블로그, 이글루스 블로그, 티스토리 블로그 등은 모두 지원하며, 또한 HTML로 바로 쓸 수도 있다.

## 위지위그와 관련된 낱말
'보는 것'은 사용자가 입력한 것, '얻는 것'은 출력되는 것을 가리킨다. S는 ㅅ으로 풀이하였으며 ㅈ로도 읽힐 수 있다.
| 이름       | 영문       | 풀이                                         | 영어풀이                                  | 해설 |
| 위시몰위그 | WYSIMOLWYG | 네가 보는 것은 네가 얻는 것과 대략 비슷하다. | what you see is more or less what you get | 대부분의 WYSIWYG의 구현이 불완전함을 짚음                                                                                |
| 위시아위그 | WYSIAWYG   | 네가 보는 것은 네가 얻는 것과 거의 일치한다  | what you see is almost what you get       | 위시몰위그와 비슷하다.                                                                                                   |
| 위시아그   | WYSIAYG    | 네가 얻을 수 있는 건 네가 보는것 뿐이다.     | what you see is all you get               | WYSIWYG UI의 한계로 전문가를 위한 옵션들이 제한됨을 꼬집음.                                                              |
| 위시윔     | WYSIWYM    | 네가 보는 것은 네가 뜻하는 것이다            | what you see is what you mean             | 위지위그가 완벽하지 못하다는 점에서 새로 등장한 용어.                                                                    |
| 위키위크   | WYCIWYG    | 네가 캐시한 것은 네가 얻는 것이다            | what you cache is what you get            | "wyciwyg://" 가 가끔 파이어폭스 같은 게코 기반 브라우저에서 캐시로 나타나고는 한다. 파이어폭스 15에서 수정되었다고 한다. |
| 위지위스   | WYGIWYS    | 네가 얻는 것은 네가 보는 것이다              | what you get is what you see              | 이 표현은 제이콥 닐센이 마이크로소프트 오피스 2007의 '리본' 기능을 표현하기 위해 쓰였다고 한다.                          |
| 위시윈     | WYSIWYN    | 네가 보는 것은 네게 필요한 것이다            | what you see is what you need             | 사용자가 정말 원하는 것만 볼 수 있다는 뜻.                                                                               |
| 위시휘그   | WYSYHYG    | 네가 보는 것은 네가 얻기 바라는 것이다       | what you see you hope you get             | 1991년 Microsoft Windows video collection에서 사용됨.                                                                    |
| 위시피그   | WYSIPWYG   | 네가 보는 것은 아마 네가 얻을 것이다         | what you see is probably what you get     | HTML과 마크업에 관련됨.                                                                                                  |
| 위시위스   | WYSIWYS    | 네가 보는 것은 네가 뜻하는 것이다            | what you see is what you sign             | 디지털 소프트웨어와 관련됨. 사용자가 원하는 것은 어떠한 숨겨진 것 없이 보인다는 말.                                      |

## 같이 보기
- 미리 보기
- HTML 편집기 목록